# Lista de representantes da Austrália ao Oscar de melhor filme internacional
Lista de filmes australianos concorrentes à indicação ao Oscar de Melhor Filme Internacional (anteriormente conhecido como Oscar de Melhor Filme Estrangeiro). A Austrália inscreve filmes nessa categoria de premiação desde 1996. O prêmio é concedido anualmente pela Academia de Artes e Ciências Cinematográficas. A única indicação australiana foi com o filme Tanna no Oscar 2017, O representante australiano é selecionado por um comitê de profissionais da indústria do cinema australiano organizado pela Screen Australia.

## Filmes inscritos
| Ano (Cerimônia)   | Título em português | Título original              | Idiomas                       | Direção                     | Resultado    |
| ----------------- | ------------------- | ---------------------------- | ----------------------------- | --------------------------- | ------------ |
| 1996 (69ª edição) | Vidas Flutuantes    | Floating Life                | Cantonês, Inglês, Alemão      | Clara Law                   | Não indicado |
| 2001 (74ª edição) | Espanhola           | La Spagnola                  | Espanhol, Inglês, Italiano    | Steve Jacobs                | Não indicado |
| 2006 (79ª edição) | Dez canoas          | Ten Canoes                   | Yolngu Matha, KunwinjkuInglês | Rolf de Heer                | Não indicado |
| 2007 (80ª edição) |                     | The Home Song Stories        | Cantonês, Inglês, Mandarim    | Tony Ayres                  | Não indicado |
| 2009 (82ª edição) | Sansão e Dalila     | Samson and Delilah           | Warlpiri, inglês              | Warwick Thornton            | Pré-lista    |
| 2012 (85ª edição) | Lore                | Lore                         | Alemão                        | Cate Shortland              | Não indicado |
| 2013 (86ª edição) | O foguete           | The Rocket                   | Lao                           | Kim Mordaunt                | Não indicado |
| 2014 (87ª edição) | O País de Charlie   | Charlie's Country            | Yolngu Matha                  | Rolf de Heer                | Não indicado |
| 2015 (88ª edição) |                     | Arrows of the Thunder Dragon | Dzongkha                      | Greg Sneddon                | Não indicado |
| 2016 (89ª edição) | Tanna               | Tanna                        | Nauvhal                       | Martin Butler, Bentley Dean | Indicado     |
| 2017 (90ª edição) | O Espaço entre Nós  | The Space Between            | Italiano                      | Ruth Borgobello             | Não indicado |
| 2018 (91ª edição) | Jirga               | Jirga                        | Pashto                        | Benjamin Gilmour            | Não indicado |
| 2019 (92ª edição) |                     | Buoyancy                     | Khmer, Tailandês              | Rodd Rathjen                | Não indicado |